# Carajo (formație)

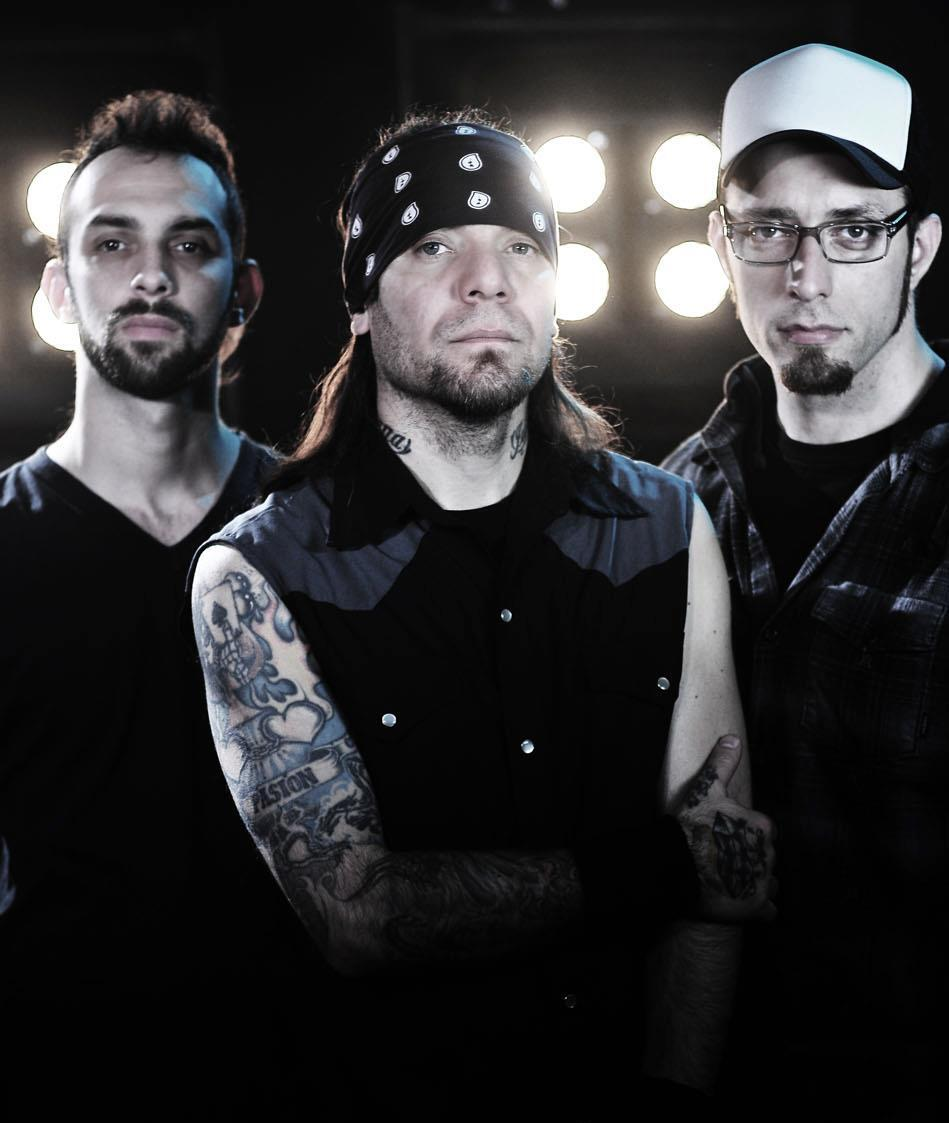
Carajo, 2012

Carajo este o formație argentiniană de rock alternativ și a fost fondat în anul 2001. 

## Membrii formației
Membrii formației sunt:
- Marcelo Corvalán
- Andrés Vilanova
- Hernán Langer

## Discografie

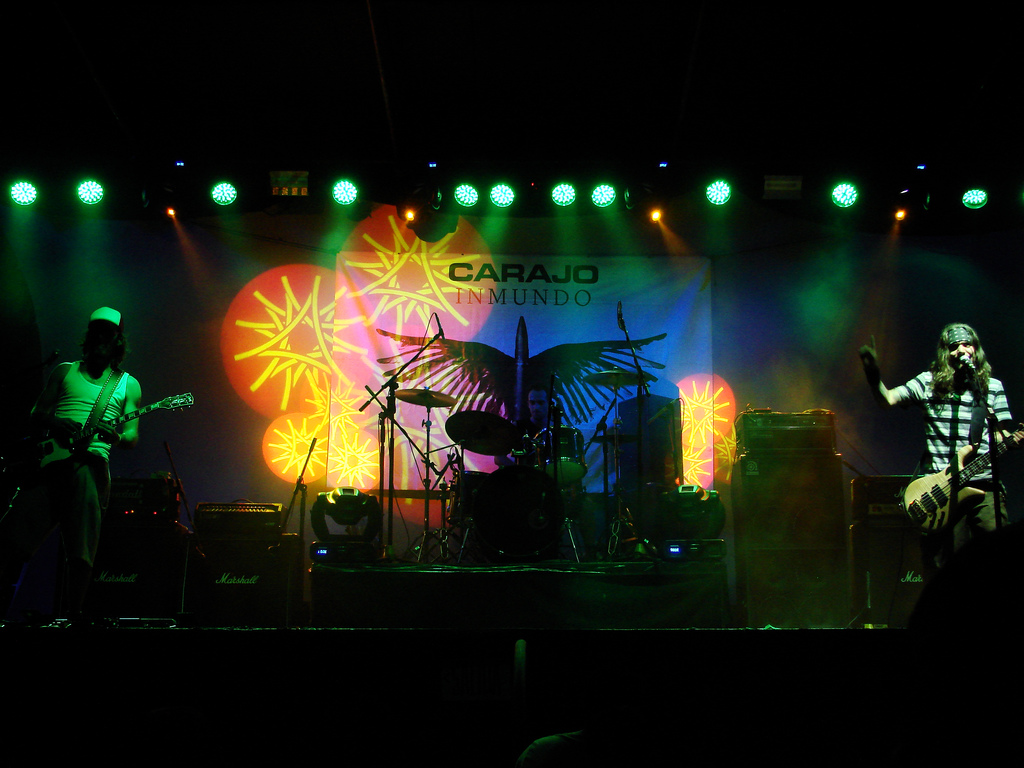
Carajo, 2008

### Albume de studio
- 2002 - Carajo
- 2004 - Atrapasueños
- 2007 - Inmundo
- 2010 - El mar de las almas
- 2013 - Frente a Frente

### LP
- 2006 - Electrorroto acustizado 2.1

### EP
- 2003 - Carajografía

### DVD
- 2005 - Electrorroto Acustizado
- 2007 - Formando así cada parte del todo
- 2009 - Carajo Vivo Obras 9-12-05
- 2011 - 10 Años Luna Park